# Бентон (Канзас)
Бентон (енгл. Benton) град је у америчкој савезној држави Канзас.

## Демографија
По попису из 2010. године број становника је 880, што је 53 (6,4%) становника више него 2000. године.
| Група             | 2000.       | 2010.       |
| Белци             | 800 (96,7%) | 841 (95,6%) |
| Афроамериканци    | 1 (0,1%)    | 1 (0,1%)    |
| Азијати           | 2 (0,2%)    | 6 (0,7%)    |
| Хиспаноамериканци | 11 (1,3%)   | 24 (2,7%)   |
| Укупно            | 827         | 880         |